# Georgi Dimitrov
Georgi Dimitrov Mihajlov (Bugarski: Георги Димитров Михайлов), poznat i kao Georgi Mihajlovič Dimitrov (ruski: Георгий Михайлович Димитров), (Kovačevci, okolica Pernika 18. lipnja 1882. - Moskva 2. srpnja 1949.) bio je dugogogodišnji vođa Bugarske komunističke partije, jedan od vođa međunarodnog komunističkog pokreta i predsjednik bugarske vlade.

## Životopis

### Rani život i karijera
Georgi Dimitrov se je rodio kao prvo od osam djece u izbjegličkoj obitelji u selu Kovačevci, okolica Pernika, njegovi roditelji bili su iz Pirinske Makedonije. U Sofiji se školovao za slovoslagara, kao mladić postao je član Socijaldemokratske stranke Bugarske 1902. godine, slijedbenik lijevog krila Dimitra Blagoejeva iz kojeg je 1919. godine oformljena Bugarska komunistička partija. Od 1904. do 1923. godine bio je tajnik Federacije bugarskih sindikata. Oženio se 1906. godine za srpsku emigranticu, književnicu Ljubicu Ivošević, s kojom je ostao u braku sve do njene smrti 1933. godine. Za vrijeme Prvog svjetskog rata izabran je u bugarski parlament 1915. godine, kao opozicijski vođa odbio je glasati za novi ratni kredit, zbog toga je zatvoren sve do 1917. godine.
Nakon što je tadašnji bugarski premijer Aleksandar Stambolijski zbačen u državnom udaru 1923. godine, Georgi Dimitrov i komunisti organizirali su ustanak protiv novog predsjednika vlade Aleksandra Cankova. Nakon gušenja ustanka, Dimitrov je s najužim rukovodstvom pobjegao u Kraljevinu Jugoslaviju, - u Bugarskoj je organizirano njegovo suđenje u odsutnosti na kojem je osuđen na smrtnu kaznu. Nakon bijega, Dimitrov je živio u SSSR-u pod raznim pseudonima sve do 1929. godine, kad je otišao u Njemačku kao kominternin čovjek zadužen za Srednju Europu.

### Leipziški proces
Dimitrov je uhićen u Berlinu 1933. godine zbog navodne umiješanosti u podmetanje požara pod zgradu njemačkog parlamenta. Zapravo su nacisti iskoristili paljenje Reichstaga za progon svih političkih protivnika i potpuno preuzimanje vlasti - njihov fokus usmjerio se na komuniste, socijaliste i socijaldemokrate koji su im bili najopasnija opozicija. Dimitrov je izveden pred sud u Leipzigu 21. rujna 1933. godine zajedno sa svojim sugrađanima i suradnicima Vasilom Tanevim i Blagojem Popovom, Nizozemcom bivšim komunistom i duševnim bolesnikom Marinusom van der Lubbeom i vođom parlamentarne skupine njemačkih komunista Ernstom Torglerom.
Dimitrov se na suđenju sam branio, to je radio toliko briljantno, da je na kraju od branjenika gotovo ispao tužitelj.
To suđenje izazvalo je pažnju svjetske javnosti, u Londonu je čak organizirano paralelno suđenje prije samog leipziškog, kao neki oblik korelativa pravom suđenju. Suđenje je trajalo do kraja godine, na kraju je sud osudio na smrt Marinusa van der Lubbea, a Dimitrov i njegovi bugarski kolege oslobođeni su zbog nedostatka dokaza i protjerani u SSSR.
To je ono što se zaista dogodilo, no kao u svemu tako i u ovom slučaju postoji puno teorija o pozadini Leipziškog procesa, i razloga zbog čega je on na kraju pušten.
Po jednoj od teorija, upravo za vrijeme suđenja Dimitrovu, u SSSR-u je uhićeno nekoliko njemačkih pilota, koji su tada bili na tajnom školovanju u SSSR-u. Njihovo puštenje na slobodu, uvjetovano je puštanjem na slobodu bugarskih komunista Georgi Dimitrova, Vasilija Taneva i Blagoja Popova.

### Generalni sekretar Kominterne
Velika popularnost koju je stekao za vrijeme suđenja, pomogla mu je da bude izabran za Generalnog sekretara Kominterne 1934. godine. Na toj dužnosti ostao je sve do 1943., kad je Staljin odlučio rasformirati Kominternu. U SSSR-u se oženio po drugi put za Čehinju Rozu Julijevnu, nakon smrti prve supruge.
Za vrijeme staljinskih čistki, Dimitov se osjećao sigurno jer bio uvjereni Staljinov sljedbenik. Zapažen je njegov govor na Sedmom kongresu Kominterne 1935. godine, Dimitrov je istaknuo ulogu organiziranja Narodnog fronta, protiv nadirućeg fašizma, što se uskoro pokazalo točnim za Španjolskog građanskog rata.
Drugi svjetski rat proveo je u Moskvi odakle je rukovodio komunističkim pokretom otpora u Bugarskoj, koji je u rujnu 1944. godine nakon ulaska Crvene armije u Bugarsku organizirao ustanak i svrgnuo monarhističku vladu, nakon čega je Bugarska objavila rat Njemačkoj i pridružila se Crvenoj armiji u završnim operacijama rata.

### Predsjednik bugarske vlade
Nakon rata vratio se u Bugarsku i vodio Bugarsku komunističku partiju, nakon prvih parlamentarnih izbora 1946. godine na kojima je pobijedila njegova koalicija, naslijedio je Kimona Georgijeva kao predsjednik vlade. Uz to zadržao je poziciju generalnog sekretara partije, tako da je imao praktički neograničenu vlast u Bugarskoj.
Nakon rata Jugoslavija i Bugarska imale su više nego odlične odnose, 1946. godine, Dimitrov i Tito počeli su pregovore o ujedinjenju u Balkansku federaciju, u sklopu koje bi bila puno veća Makedonija (Vardarska, Pirinska, i vjerojatno Egejska oko koje se tada vodila bitka). Konkretizacija tih ideja nastavljena je Bledskim dogovorom 1947. godine o daljnjoj suradnji. Nakon tih dogovora Jugoslavija je poslala preko tisuću učitelja iz Makedonije u Pirinsku Makedoniju - današnju Blagojevgradsku oblast - koji su učili djecu makedonski. Bugarska je dozvolila stanovnicima toga kraja da se izjašnjavaju kao Makedonci.
Po istom sporazumu Bugarskoj bi u Balkanskoj federaciji bili vraćeni dijelovi oko Pirota u Srbiji.
No uskoro su iskrsnule razlike u gledanju na buduću Federaciju između Tita i Dimitrova i poziciju Makedonije unutar nje. Po Dimitrovu, Jugoslavija i Bugarska, bile bi stavljene u istopravnu poziciju, dok bi Makedonija bila više pod okriljem Bugarske, Tito je pak na Bugarsku gladao isključivo samo kao sedmu republiku. Razlika je bila i u gledanju na Makedonce, po Dimitrovu, oni su bili ogranak Bugara, za Tita su bili samostalna nacija. Uskoro je slijedilo kočenje procesa toleriranja Makedonaca u Bugarskoj.
Nakon 1948. godine i jugoslavenskog razilaženja s Kominternom, došlo je do zahlađenja odnosa s Bugarskom i napuštanja podrške grčkom ELAS-u. Dimitrov je to iskoristio i optužio Jugoslaviju za ekspanzionističku politiku prema Bugarskoj preko makedonskog pitanja, nakon toga svi su učitelji protjerani iz Bugarske. Ipak i nakon svega se još i dan danas na Dimitrova gleda pozitivno u Makedoniji, dok se o njemu u Bugarskoj u izvjesnim krugovima gleda kao na nacionalnog izdajicu.
Na domaćem planu Dimitrov je potpunosti slijedio tadašnju sovjetsku politiku, proveo je nacionalizaciju svih velikih industrijskih poduzeća i banaka, na selu je provođena kolektivizacija. Tako da je država uskoro imala potpun nadzor nad cijelom ekonomijom. Na političkom planu zabranio je bilo koji oblik opozicije, a protiv rijetkih koji su se osudili dići glas organizirao je suđenja i egzekucije. U tipičnoj staljinovskoj maniri organizirao je suđenje bivšem izvršnom sekretaru komunističke partije Trajču Kostovom.

### Smrt
No nije dugo vladao, naglo je obolio i ubrzo nakon toga umro 2. srpnja 1949. godine u sanatoriju Borviha nedaleko Moskve.
Neki sumnjaju da je otrovan, jer se Staljinu nije svidjelo njegovo zalaganje za Balkansku federaciju, ni njegova bliskost s Titom. Drugi odbacuju ovakve spekulacije.
Nakon tog je mumificiran po uzoru na Lenjina, te sahranjen u mauzoleju podignutom za njega u Sofiji. Njegova rodna kuća je pretvorena u muzej.

## Nasljeđe
Nakon njegove smrti u Bugarskoj je stvoren kult Dimitrova. Njegovo ime dano je mnogim tvornicama, školama i ulicama. Po njemu je nazvana i organizacija komunističke omladine Bugarske, - kao i grad Dimitrovgrad, ta moda se proširila i na Srbiju i SSSR. Po uzoru na sličan sovjetski - Lenjinov, i u Bugarskoj je utemeljen Orden Dimitrova kao najviše domaće odlikovanje. Njegovo ime imale su i druge najveće nagrade, za doprinos u znanosti, tehnici, književnosti i umjetnosti.
Njegov kult proširio se i do Afrike, do Benina, tamo u glavnom gradu Cotonou na Bugarskom trgu još uvijek stoji spomenik Dimitrovu.
Za razliku od Afrike, u njegovoj rodnoj Bugarskoj većina je njegove ostavštine napuštena ili porušena (mauzolej je srušen 21. srpnja 1999.).

## Vanjske poveznice
- Georgi Dimitrov Reference Archive (na portalu Marxist Internet Archive) (engleski)